# NGC 7808
NGC 7808 es una galaxia lenticular (S0) localizada en la dirección de la constelación de Cetus. Posee una declinación de -10°44′39″ y una ascensión recta de 0 horas, 03 minutos y 32,1 segundos.
A galaxia NGC 7808 fue descubierta en 1886 por Frank Muller.